# Gaspard Louis Langeron (1772-1858)
Cet article concerne Gaspard Louis Langeron. Pour le général du même nom, voir Alexandre Louis Andrault de Langeron.
Pour les articles homonymes, voir Langeron.
Gaspard Louis Langeron, né le 1er janvier 1772, à Landau (royaume de Bavière) et mort le 20 février 1858 dans son château de Miramion à Saint-Jean-de-Braye (Loiret), est un général français de la Révolution et de l’Empire.

## États de service
Il entre en service dans le 49e régiment d’infanterie le 23 juillet 1787, il rejoint le 101e régiment d’infanterie le 14 avril 1791, et il est affecté à la Légion des Alpes le 10 octobre 1792.
Employé aux armées des Alpes et du Rhin de 1793 à 1795, il est nommé sous-lieutenant le 20 juin 1793, lieutenant à titre provisoire le 4 février 1794, confirmé le 11 août 1794. À la prise du Mont-Cenis, le 3 mai 1794, à la tête de 15 hommes d’avant-garde, il fait prisonniers 200 grenadiers piémontais, et s’empare de deux pièces de canon.
Il passe capitaine le 22 août 1794, à la légion des Alpes, devenue par la suite le 23e régiment d’infanterie légère, il est employé aux armées des Alpes et d’Italie en 1796 et 1797, et en 1798 il rejoint la Corse jusqu’au 11 novembre 1805. Il est fait chevalier de la Légion d'honneur par décret impérial du 28 juin 1805.
Il est nommé chef de bataillon le 15 août 1806, et le 20 septembre il est affecté au 23e régiment d’infanterie Légère à l’armée d’Italie. Il passe ensuite au royaume de Naples et en Calabre en 1807 et 1808. Il est blessé par un coup de feu à l’affaire de Mileto le 28 mai 1807.
En 1809, il participe à la campagne d’Allemagne et d’Autriche, il combat avec beaucoup de valeur à l’affaire de Saint-Michel le 25 mai 1809 et il est atteint de deux coups de feu à la bataille de Raab le 14 juin suivant. Il est promu officier de la Légion d'honneur par décret impérial en date du 8 juin 1809. Il reçoit son brevet de colonel sur le champ de bataille de Wagram, et il prend le commandement du 2e régiment d’infanterie légère le 7 septembre 1809. Il est créé chevalier de l’Empire par décret impérial du 15 août 1809 et lettres patentes du 21 novembre 1810.
De 1810 à 1813, il est employé en Espagne et au Portugal, il commande le 4e régiment d’infanterie légère le 3 août 1811 et il reçoit un coup de feu dans une affaire au Portugal le 5 mai 1812. Il est blessé de nouveau le 21 juin 1813 par un coup de feu à la bataille de Vitoria, en Espagne.
Le 13 février 1814, il prend la tête d'une brigade du 6e corps de la Grande Armée, et le 26 février, il est promu général de brigade. Commandant de la 1re brigade de la 2e division militaire de la réserve de Paris le 4 mars 1814, il prend le commandement de la 2e division militaire le 6 mars suivant.
Il est mis en non-activité à la Première Restauration, le 1er septembre 1814, et il est fait chevalier de Saint-Louis par ordonnance royale du 30 octobre 1814.
Il est rappelé par le Maréchal Davout, ministre de la guerre, durant les Cent-Jours, en qualité de général de brigade, commandant du département de l'Aisne le 19 mars 1815, et le 22 juin suivant il est gouverneur de la place de Laon, et commandant de place de la Fère.
Il est remis en non-activité, à la Seconde Restauration le 10 août 1815, et le 25 juillet 1816, il est rappelé en qualité d’inspecteur d’infanterie dans la 23e division militaire en Corse, puis le 22 janvier 1817, il est mis à la disposition du gouverneur militaire de la Corse, en qualité d’adjoint à l’inspection générale de l’infanterie. Commandant de la 2e subdivision de la 23e division militaire à Ajaccio le 12 avril 1817, il devient inspecteur général de l’infanterie en Corse en 1819. Il prend le commandement d’une subdivisions de la 17e division militaire par ordonnance du 21 avril 1820, et il est mis en disponibilité le 21 août 1822. Il est élevé au grade de commandeur de la Légion d'honneur le 24 août 1820.
Il est rappelé à l’activité le 12 février 1823, comme commandant de la 1re subdivision de la 8e division militaire à Marseille, puis comme commandant de la 3e subdivision de la 8e division militaire dans le Vaucluse le 11 février 1824. Le 7 décembre 1825, il devient commandant de la 4e subdivision de la 10e division militaire dans le Gers et les Hautes-Pyrénées).
Il est admis à la retraite le 26 novembre 1826, et il est placé dans la section de réserve de l’état-major général de l’armée le 22 mars 1831. Il est réadmis en retraite le 29 avril 1834.
Il est replacé dans la section de réserve de l’état-major général de l’armée le 1er janvier 1853.
Il meurt le 20 février 1858 dans son château de Miramion à Saint-Jean-de-Braye.

## Pensions, rentes
- Dotation accompagnant son titre de Chevalier de l’Empire.

## Règlement d'armoiries
« D’azur à trois étoiles d’argent ; à la bordure de gueules chargée d’une croix de la Légion d’honneur d’argent. »

## Sources
- Archives nationales (CARAN) – Service Historique de l’Armée de Terre – Fort de Vincennes – Dossier S.H.A.T. côte : 8 Yd 1 645.
- Dossier de la Légion d’honneur, côte : LH/1469/6 (en ligne).
- Dictionnaire Historique et Biographique des Généraux Français (Courcelles-1822).
- Côte S.H.A.T., état de services, distinctions sur « web.genealogie.free.fr : Les militaires »(Archive.org • Wikiwix • Archive.is • Google • Que faire ?) (consulté le 22 août 2014).
- Biographie sur lesapn.forumactif.fr : Les Amis du Patrimoine Napoléonien.